# 令人戰慄的格林童話
《令人戰慄的格林童話》（日语：本当は恐ろしいグリム童話）是日本小說家桐生操發表以《格林童話》為創意來源的個人創作小說系列，共3本，但內容對於改編原作故事的聲明較為模糊簡略，且內容含有色情、暴力之成分，再透過網路上的流傳，被冠上「原版格林童話」之名號，造成不少的風波。日文版由KK Bestsellers發行，原書的單行本分成Part1（1998年）和Part2（1999年）出版，出版精裝版（2005年）時兩冊合二為一。台灣中文版由旗品文化發行。
2014年6月，百度贴吧、网易博客、土豆网、道客巴巴等52家中国大陆网站因为登载此作品而被国家新闻出版广电总局调查。